# Verifizierung und Validierung
Bei der Verifizierung (lateinisch veritas ‚Wahrheit‘ und facere ‚machen‘) wird geprüft, ob ein Produkt bei seiner Entwicklung mit den spezifizierten Anforderungen, festgehalten im Pflichtenheft eines Unternehmens, übereinstimmt, während die Validierung (von lateinisch validus ‚kräftig‘, ‚wirksam‘, ‚fest‘) eine Art Feldexperiment ist, bei dem kontrolliert wird, ob festgelegte Nutzungsziele erfüllt sind, und somit die Anforderungen des Kunden auf Tauglichkeit überprüft.
Zur Entwicklungsplanung eines Produktes gehört nach Qualitätsmanagementnormen unter anderem eine erfolgreiche Verifizierung und Validierung, um den Qualitätsanforderungen zu entsprechen. Beides sind Aspekte von Prüfverfahren und nicht immer eindeutig zu unterscheiden. Während einer Produktentwicklung erfolgt in einem Unternehmen normalerweise erst die Verifizierung und dann die Validierung. Die Tests werden stichprobenartig durchgeführt.
Langfristig gesehen können durch diese Verfahren Kosten eingespart werden, da beispielsweise teure Rückrufaktionen aufgrund von Produktmängeln oder verzögerte Markteinführungen von Produkten vermieden werden und so die Garantiekosten gering bleiben. Außerdem wird durch diese Verfahren die Produktqualität verbessert. Diese Faktoren sind besonders wichtig, um auf dem Markt wettbewerbsfähig zu bleiben.

## Verifizierung
Die Verifizierung ist ein Prüfungsverfahren mit objektiven Mitteln, das prüft ob spezifizierte Produkteigenschaften erfüllt sind.
Durch dieses Verfahren wird nachgewiesen und überprüft, ob ein sich in der Herstellung befindendes System oder Produkt, den im Pflichtenheft festgelegten Anforderungen entsprechend implementiert ist. Dies bedeutet, sicherzustellen, dass die nach dem Prüfverfahren festgestellten Befunde (Entwicklungsergebnisse) mit den theoretischen Anforderungen (Entwicklungseingaben) übereinstimmen.
Ziel der Verifikation ist das frühe Aufspüren von Fehlern, um zeitaufwendige und kostspielige Korrekturen im späteren Produktionsverlauf zu vermeiden. Die formale Verifikation erfolgt objektiv, das heißt mit zur Hilfenahme von Prüfmitteln, und basiert auf Ebene präziser und eindeutiger mathematischer Modelle nach festgelegten Regeln.
Die Verifizierung ist kein Nachweis dafür, ob ein Produkt fehlerfrei im Sinne der Konsumenten ist, da nur Fehler, die nach der Spezifikationserstellung (Beschreibung eines Produktes durch Auflisten seiner Anforderungen) entstanden sind, gefunden werden können. In einigen Fällen kann die Spezifikation selbst schon fehlerhaft sein, wodurch sich diese Fehler durch die gesamte Produktion ziehen können, was enorme Kosten mit sich bringt, da es dadurch beispielsweise zu Verzögerungen bei der Produkteinführung kommen kann.
Im Pflichtenheft könnte zum Beispiel spezifiziert sein, dass bei einem Defibrillator eine gewisse Spannung über eine bestimmte Zeit anliegen muss. Die Verifizierung wäre dann die Prüfung, ob diese Spannung über die spezifizierte Zeit wirklich anliegt.

## Validierung
Die Validierung beginnt mit der Auswahl von spezifizierten Anforderungen zur Erreichung von Nutzungszielen und kann erst nach der Verifizierung der realisierten Anforderungen abgeschlossen werden. Sie prüft mit objektiven Mitteln, ob Nutzer in einem bestimmten Nutzungskontext die zuvor festgelegten Nutzungsziele erreichen können. Man kann sie als Art Feldversuch sehen, der kontrolliert, ob das Produkt in der Anwendung wirklich das leistet, was der Kunde erwartet. Für diesen Feldversuch werden repräsentative Nutzer benötigt.
Die Validierung besteht zum einen aus der klassischen Validierung, die mit der Fragestellung „Kann ich meine Nutzungsziele überhaupt erreichen?“ einhergeht. Daneben gibt es die Usability-Validierung, die eher den zuvor erwähnten  Charakter eines Feldversuches hat und die definierten speziellen Nutzungsanforderungen mit Testpersonen überprüft.
Am Ende kann also eine Aussage über die Anwendbarkeit des Produkts bei der Problemlösung gemacht werden.
Das Ganze kann an dem Beispiel des Defibrillators verdeutlicht werden: Zunächst wurde verifiziert, dass in der bestimmten Zeitspanne die korrekte Spannung anliegt. Danach wird durch die klassische Validierung überprüft, ob mit der anliegenden Spannung das Herz auch wirklich wieder zum regelmäßigen Schlagen gebracht werden kann, bevor die Usability-Validierung etwa Laien in der Kälte oder bei Nacht das Nutzungsziel kontrollieren lässt.

## Unterschiede Validierung – Verifizierung
Während die Verifizierung ihre Anwendung gemäß den Forderungen im internen Produktionsprozess findet, also prüft, ob ein Produkt richtig erstellt wird, bezieht sich die Validierung auf die spezifischen Erwartungen des Kunden gemäß der Fragestellung: „Erstellen wir das richtige Produkt?“.
Die Verifizierung der Implementierung eines Kommunikationsprotokolls, welches Authentizität anbietet, beinhaltet die Durchführung einer Authentifizierung. Damit wird der Nachweis der Eigenschaft erbracht, die das Produkt vorgibt zu haben. Die Validierung dient der Referenzierung. In der Praxis hingegen wird validiert, indem man prüft, inwieweit das Verfahren praktikabel und machbar ist. Die Verifizierung dient der genauen Messung und Prüfung, um die eindeutige Bestimmung des Produktes festzulegen.
Zu beachten ist, dass Validierung und Verifizierung unabhängig voneinander erfolgreich sein können.
Dies wird anhand des zuvor genannten Beispiels deutlich: Bei einem Defibrillator sollen 3000 Volt über 3 Millisekunden anliegen, um ein Herz wieder in den normalen Rhythmus zu bringen. Wenn nun die 3000 Volt über 3 Millisekunden anliegen, das Herz aber nach erfolgter Defibrillation nicht wieder im richtigen Takt schlägt, ist die Verifizierung erfolgreich, aber die Validierung gescheitert. Im umgekehrten Fall würden nur 2000 Volt über 3 Millisekunden anliegen und das Herz trotz der zu geringen Spannung wieder im richtigen Takt schlagen. Somit ist die Verifizierung gescheitert und die Validierung erfolgreich.

## Ablauf anhand eines Beispiels
Bevor ein Medizinprodukt auf den Markt kommt, muss es bestimmte Verfahren durchlaufen, um zugelassen zu werden. Dies ist im Medizinproduktegesetz (MPG) vorgeschrieben, um Anwender, Patienten und Dritte zu schützen. Der Hersteller muss nachweisen, dass das Produkt sowohl funktionell, als auch hygienisch sicher ist und alle von ihm beschriebenen Eigenschaften erfüllt. In bestimmten Fällen ist auch eine klinische Prüfung notwendig, wenn beispielsweise noch keine anderen Daten von vergleichbaren Produkten vorhanden sind. Dabei sollen Daten gesammelt und anschließend ausgewertet werden.
Beispiel Validierung von Desinfektionsprozessen:
In der Medizinprodukte-Betreiberverordnung (MPBetreibV) ist im § 4 Absatz 1 niedergelegt, dass eine Aufbereitung von Medizinprodukten mit validierten Verfahren erfolgen muss.
1. Installationsqualifikation: Zunächst wird grundsätzlich festgestellt, ob das Produkt geeignet ist. Dieser Schritt wird vom Hersteller durchgeführt.
2. Betriebsqualifikation: Unter Vor-Ort-Bedingungen werden die Produkte vom Hersteller abgenommen, um nachzuweisen, dass die angegebene Leistung auch vor Ort erbracht wird.
3. Leistungsqualifikation: Der Hersteller beurteilt die chemische, physikalische sowie mikrobiologische Wirksamkeit, um nachzuweisen, dass alle Produkte sicher gereinigt werden können.
4. Im Validierungsbericht werden alle Schritte dokumentiert.
5. Im Anschluss arbeitet der Hersteller zusammen mit dem Betreiber geeignete Arbeitsschritte und Arbeitsanweisungen aus.[10]

Dieses Beispiel bezieht sich auf den Bereich der Medizinprodukte, jedoch verlaufen die Verfahren der Verifizierung und Validierung auch in anderen Bereichen der Produktentwicklung nach diesem Schema. Da die Verifizierung und Validierung nicht immer eindeutig zu trennen sind, können einige dieser Schritte auch in den Verifizierungsprozess mit einbezogen werden.
Ein weiteres, einfaches Beispiel für den Unterschied zwischen Verifizierung und Validierung ist der Bau eines Hauses. Bei der Verifizierung wird geprüft, ob die geplanten Fenster und Türen grundsätzlich vorhanden und ein Dach aufgebaut worden ist. Bei der Validierung wird anschließend geprüft, ob das Haus richtig herum steht, die Türen nicht liegend verbaut wurden und die Fenster sich öffnen und schließen lassen.